# تورستن سفينسون
تورستن سفينسون (بالسويدية: Thorsten Svensson)‏ (8 أكتوبر 1901 في السويد - 29 يونيو 1954 في السويد) هو لاعب كرة قدم سويدي في مركز الهجوم، شارك في الألعاب الأولمبية الصيفية 1924. وشارك مع منتخب السويد لكرة القدم. أما مع النوادي، فقد لعب مع غايس غوتنبرغ.

## وصلات خارجية
- تورستن سفينسون على موقع اتحاد السويد (السويدية)
- تورستن سفينسون على موقع قاعدة بيانات كرة القدم.إي يو (الإنجليزية)
- تورستن سفينسون على موقع ناشيونال فوتبول تيمز (الإنجليزية)
- تورستن سفينسون على موقع عالم كرة القدم.نت (الإنجليزية)
- تورستن سفينسون على موقع أوليمبيديا (الإنجليزية)
- تورستن سفينسون على موقع اللجنة الأولمبية السويدية (السويدية)